# 以色列空军司令
以色列空军总司令是以色列空军的首长和最高指挥官，具有作战控制权，负责以色列空军的整体作战。现任司令為阿米坎·诺金（Amikam Norkin）少將。